# Akademische Turnerschaft Alemannia Basel
Die Akademische Turnerschaft Alemannia Basel (Alemannia) ist eine Studentenverbindung der Universität Basel und der Fachhochschule Nordwestschweiz (FHNW) in Muttenz. Die AT Alemannia ist eine geschlossene Lebensverbindung. Das heisst, ihre Mitglieder sind auch nach Abschluss des Studiums noch Mitglieder und bleiben dies bis zu ihrem Austritt oder ihrem Tod. Es kann grundsätzlich jeder Student der Universität Basel oder der FNHW aktiv werden. Die Richtung des Studienfaches ist bei der Alemannia frei.
Ein wichtiger Leitwert der Alemannia ist die freiheitliche Verfassung der Schweizerischen Eidgenossenschaft. Die Alemannia ist politisch und konfessionell neutral. Als Turnerschaft hat die Alemannia ihren Ursprung in einem Turnverein. Das bedeutet, sie betreibt regelmässigen Sport.
Ebenfalls pflegt die Alemannia das Mensurfechten, mit mindestens viermal wöchentlichen Paukstunden. Die Alemannia ist pflichtschlagend, ihre Mitglieder leben nach dem Prinzip der unbedingten Satisfaktion und haben eine bestimmte Anzahl Pflichtpartien zu absolvieren.  Die Alemannia ist nicht im Besitz eines eigenen Verbindungshauses. Stattdessen ist sie Teilhaber des Restaurants Löwenzorn in der Basler Altstadt. Hier finden ihre wöchentlichen Stämme statt.

## Geschichte

### Vorgeschichte und Entstehung (Ende 18. Jhd. – 1885)
Die Alemannia entstand Ende des 19. Jahrhunderts aus dem Turnverein Basel, welcher als Folge der Turnbewegung gegründet wurde. Der Turngedanke war im deutschsprachigen Raum eine Erneuerungsbewegung, welche auch eine starke politische Dimension aufwies. Durch Turnen und (Leicht-)Athletik sollte sowohl Geist als auch Körper der Jugend aufgebaut werden, nicht zuletzt auch zur Erhaltung der Wehrfähigkeit. Anders als in Deutschland wurden die Turner in der Schweiz nicht vom Staat verfolgt, wodurch sich der Turngedanke wesentlich ungestörter verbreiten konnte. Im Jahre 1819 erreicht der Turngedanke Basel. Basler Bürger und Studenten gründen den Turnverein Basel. Auf die Gründung des Turnvereins bezieht die Alemannia ihr Gründungsdatum. 1832 ist der Turnverein Basel auch wesentlich an der Gründung des Eidgenössischen Turnvereins beteiligt. Aufgrund von unterschiedlichen Ansichten bezüglich der Turnidee, kam es nach 1850 zunehmend zu Spannungen zwischen den bürgerlichen Turnern und den Akademikern. Im Jahr 1855 verliessen schliesslich die Studenten den Turnverein und gründeten den Akademischen Turnverein Basel (ATV Basel).
Inspiriert durch couleurtragende Mitglieder kam es ab etwa 1870 unter den Mitgliedern des ATV zu Bestrebungen den Turnverein zu einer Lebensverbindung zu erweitern. Im Dezember 1879 wurde schliesslich erstmals ein Band in rot-weiss-schwarz eingeführt. Eine Mütze kam erst später hinzu. Diese Entwicklung lag entgegen den Wünschen der bereits inkorporierten Couleurstudenten anderer Verbindungen. Die bis dahin bereits bestandenen Konflikte verschärften sich dadurch zunehmend. 1885 war abzusehen, dass es nur ohne die Couleurstudenten zu einer eigenen Lebensverbindung kommen könne. Ein Antrag auf Ausschluss der Couleurstudenten aus dem ATV wurde mittels Stichentscheid des damaligen Präsidenten Leo Zehntner genehmigt.  Der Weg zu einer geschlossenen Lebensverbindung war damit geebnet.

### Der Weg zur Lebensverbindung (1885–1914)
Die Entwicklung zur heutigen Lebensverbindung vollzog sich dann relativ schnell. 1887 wurde, da die Farbe schwarz bereits besetzt war, eine Mütze in Orange eingeführt. Im Jahr 1889 wurde sie durch eine blaue und 1895 schliesslich durch die heutige schwarze Mütze ersetzt. 1893 etablierte sich erstmals eine Altherrenschaft, in welche die Mitglieder nach Abschluss ihres Studiums aufgenommen werden konnten. Auch in anderen Bereichen kam es noch vor 1900 zu weitreichenden Veränderungen. Obwohl das Turnen nach wie vor die wichtigste Stellung einnahm, wurde Kommersen und auch dem Fechten eine grössere Rolle zugeschrieben. Seit 1893 gab es dann auch obligatorische Fechtstunden. Kontrahagen waren zunächst Privatangelegenheit. Erst 1910 wurde mit dem einheitlichen Paukcomment der SAT die unbedingte Satisfaktion eingeführt. 1905 fand bereits die Umbenennung des ATV in Akademische Turnerschaft Alemannia statt. Mit diesen wichtigen Schritten war die Umwandlung zu einer geschlossenen Lebensverbindung abgeschlossen.

### Die Alemannia im 20. Jahrhundert
Mit den Weltkriegen erlebte die Alemannia ihre ersten Bewährungsproben. Obwohl die Schweiz, und damit Basel, von den direkten Auswirkungen der Kampfhandlungen verschont blieb, waren die Kriegsjahre beider Weltkriege und die unmittelbare Nachkriegszeit eine Belastung für die Aktivitas. Der verschärfte Wehrdienst, besonders in der Grenzstadt Basel, sowie auch 1918 die Spanische Grippe, sorgten für einen ersten deutlichen Mitgliederschwund. In Anbetracht dieser Ereignisse, sowie der Eindrücke des Ersten Weltkrieges, war man auch zu radikalen Kurswechseln bereit. Besonders dem Fechten wurde eine ernsthafte Opposition entgegengebracht. So wurde in Betracht gezogen, die erst kurz zuvor eingeführte Unbedingte Satisfaktion wieder abzuschaffen. Die Idee wurde aber wieder verworfen.
Die Zahl der Aktivkorporierten stabilisierte sich während den 1920er Jahren. Mit dem Ausbruch des Zweiten Weltkriegs kehrten die bekannten Probleme zurück. Wieder kam es zu einem deutlichen Mitgliederschwund mit den entsprechenden Folgeerscheinungen, welche aber mit Ende des Krieges 1945 bald wieder abebbten. In den Folgejahren pendelte sich die Zahl der Aktiven bei zehn Personen ein. In der Folge der 68er-Bewegung fand nochmals ein deutlicher Mitgliederschwund statt. Dies führte von Seiten der Verbindung zu einer mässigen Reformbestrebung. Zwischen den 1970er Jahren und heute kam es daher zu einigen Änderungen. So wurde es zum Beispiel unüblich das Band in Hörsälen zu tragen. Die jüngsten Reformen betrafen die Möglichkeit ausländische Studenten, sowie Fachhochschüler der FHNW aufzunehmen. Ausserdem entschied sich die Aktivitas die Zahl der Pflichtpartien auf zwei zu senken.

## Farben und Zirkel

### Farben

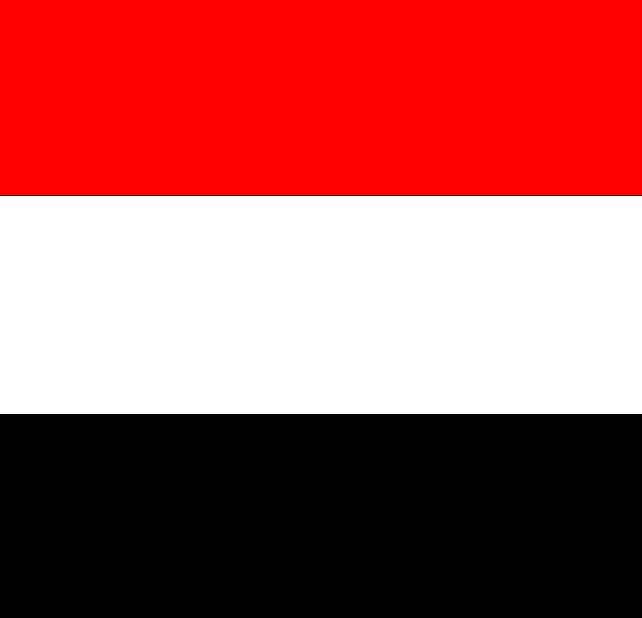
Burschenband AT Alemannia

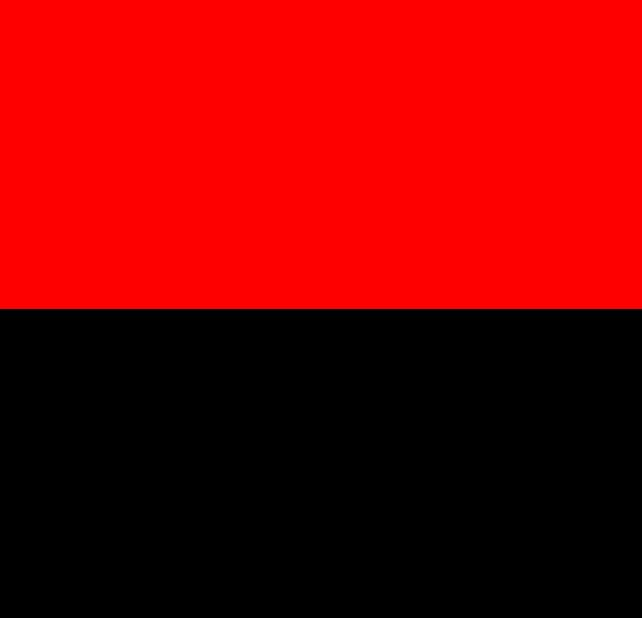
Fuxenband AT Alemannia

Das Band der Alemannia setzt sich aus den Farben der Schweiz (rot-weiss) und den Farben der Stadt Basel und des Kanton Basel-Stadt (schwarz-weiss) zusammen. Bei dem Fuxenband wird die zentrale weisse Farbe ausgelassen. Burschen- als auch Fuxenband weisen eine silberne Perkussion auf.
Die Aktiven der Alemannia tragen eine schwarze Tellermütze mit weissem Passepoil und rot-weiss-schwarzem Vorstoss mit Silberperkussion.

### Zirkel
Der Zirkel der Alemannia enthält die vier Buchstaben V, C, F und A. Dies sind die Anfangsbuchstaben des Leitspruches der meisten Studentenverbindungen, welcher „vivat, crescat, floreat, (alemannia)“ lautet. Der übersetzte Wortlaut ist: „Es lebe, wachse und erblühe (die Alemannia)“.

## Dachverbände

### SAT
Die Schweizerische Akademische Turnerschaft (SAT) bezeichnet einen Kartellverband, in welchem alle heutigen akademischen Turnerschaften der Schweiz Mitglied sind. Die SAT wurde am 23. Mai 1885 in Aarau auf Anregung des ATV Basel als Kartellverband schweizerischer akademischer Turnvereine zwischen dem bereits erwähnten ATV Basel, dem STV Bern (heute Rhenania Bern), dem UTV Zürich (heute Utonia Zürich) und dem SPTV Zürich gegründet und entsprach in seinen Anfangsjahren nur einer lockeren Föderation. Erst mit der Einführung der ersten Zentralstatuten im Jahr 1899 wurde die SAT zu einem übergeordneten Zentralorgan. Neben der Alemannia sind noch die Rhenania Bern und die Utonia Zürich Mitglieder der SAT. Des Weiteren waren dies die beiden mittlerweile erloschenen Verbindungen der Akademischen Turnerschaft Rhodania Genf und die Akademischen Turnerschaft Jurassia Lausanne. Die Convente der SAT finden einmal jährlich, im Frühjahrssemester, in Bern statt. Zu den Aufgaben der SAT zählt die gemeinsame Vertretung der Interessen der Akademischen Turnerschaften sowohl im SWR, als auch ausserhalb der Schweiz. Sie sorgt ebenfalls für den regen Austausch und Kontakt der Mitglieder untereinander. Über die SAT gibt es in jedem Kanton, in welchen eine gewisse Anzahl Altherren wohnen, lokale Altherrenschaften, welche mindestens einmal im Monat einen gemeinsamen Anlass durchführen.

## Aufbau
Die Alemannia ist geteilt in die Aktivitas, sowie die Altherrenschaft. Alle noch aktiv studierenden Mitglieder befinden sich in der Aktivitas. Nach Abschluss des Studiums werden die Aktivmitglieder in die Altherrenschaft aufgenommen, sofern sie die Aufnahmekriterien dafür erfüllen. Die Mitglieder der Aktivitas teilen sich ihrerseits auf in Fuxen (oder Füchse) und Burschen. Alle Jungmitglieder beginnen ihre Aktivenzeit als Fux. Mit Genehmigung der Burschenprüfung und der Pflichtpartien wird ein Fux in den Burschensalon aufgenommen und besitzt damit alle Rechte und Pflichten innerhalb der Verbindung. In die Altherrenschaft werden alle Mitglieder aufgenommen, welche ihr Studium absolviert haben und ins Berufsleben («Philisterleben» nach Studentenjargon) gewechselt sind. Die Altherrenschaft ist unabhängig von der Aktivitas organisiert.

## Alemannen in Politik und öffentlichem Leben
- Othmar Uhl (geb. 1931): Schweizer Botschafter a. D.
- Fritz Pümpin (1901–1972): Schweizer Maler, Ehrenmitglied der AT Alemannia
- Emil Hoffmann: (1865–1927): Schweizer Pfarrer, Regierungs- und Nationalrat des Kantons Thurgau
- Gustav Adolf Seiler (1875–1949): Baselbieter National- und Regierungsrat
- Karl Weber (1880–1961): Schweizer Zeitungswissenschaftler